# Gare d'Alken
La gare d'Alken (en néerlandais : station Alken) est une gare ferroviaire belge de la ligne 21, de Hasselt à Landen, située à proximité à Alken dans la province de Limbourg en Région flamande.

## Histoire

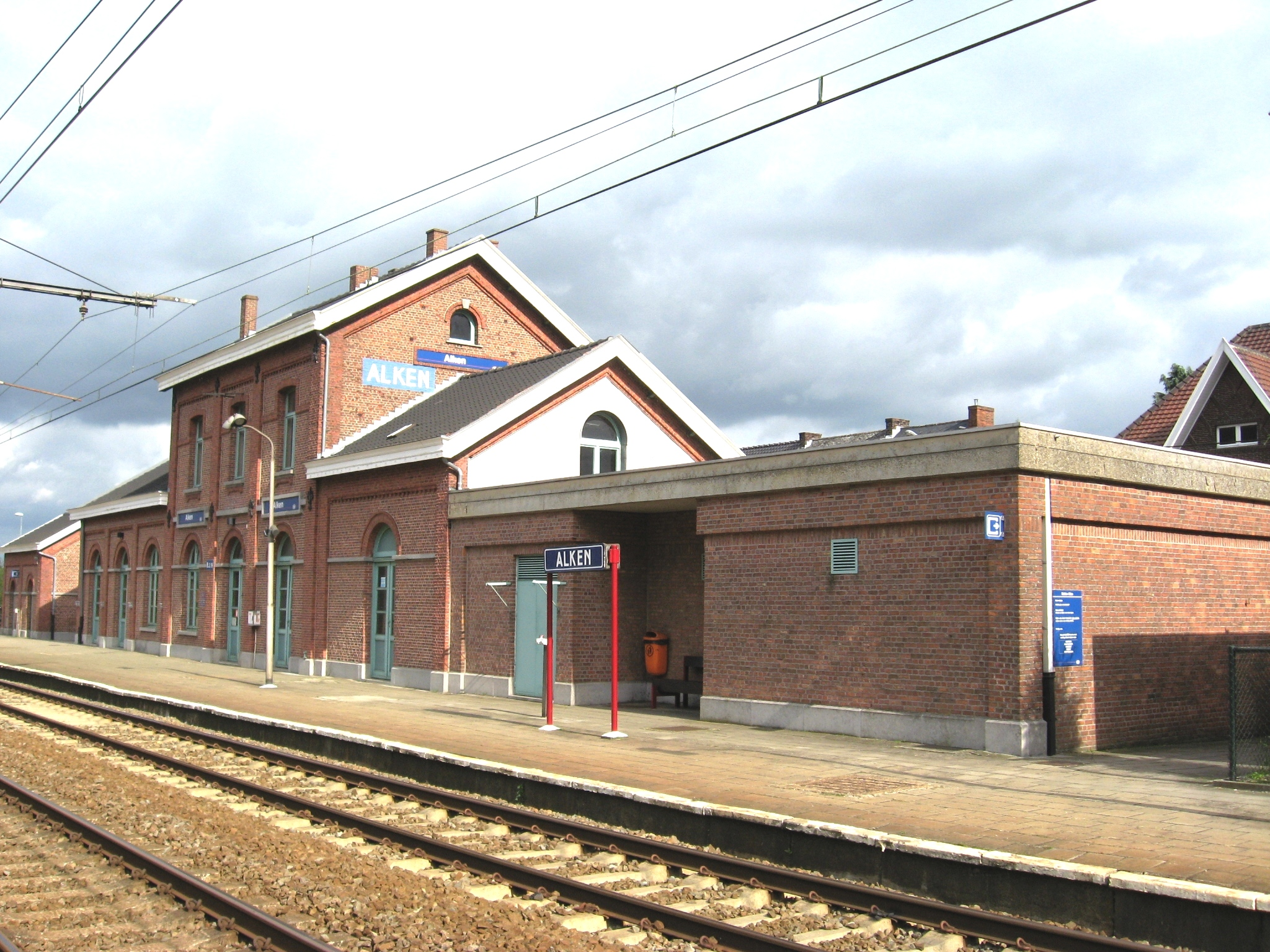
Le bâtiment de la gare.

La Société anonyme des chemins de fer de Tournai à Jurbise et de Landen à Hasselt, obtint la concession pour d'une ligne de Hasselt à Saint-Trond en 1844. La ligne, et la gare d'Alken, sont inaugurés le 8 décembre 1847.
Une série de fusions conduisent la ligne dans le giron du Grand Central belge, compagnie qui sera nationalisée en 1897.
Les Chemins de fer de l'État belge, qui reprirent la ligne en 1897, construisirent en 1903 un nouveau bâtiment, de plan type 1895.
Ce bâtiment existe toujours, mais n'est plus accessible aux voyageurs.

## Service des voyageurs

### Accueil
Halte SNCB, c'est un point d'arrêt non gardé (PANG) à accès libre. L'achat des tickets s'effectue un automate de vente et la traversée des voies s'effectue par le passage à niveau.

### Desserte
Saint-Trond est desservie par des trains InterCity (IC) et d'Heure de pointe (P) de la SNCB circulant sur la ligne commerciale 21 : Landen - Genk (voir brochure SNCB de la ligne 21).
En semaine, la desserte régulière (un train par heure) est assurée par des trains IC-03 effectuant le trajet Genk - Hasselt - Landen - Louvain - Bruxelles - Gand - Bruges - Blankenberge avec, en renfort, des trains d'Heure de pointe (P) :
Le matin, on retrouve deux trains P reliant Genk à Bruxelles-Midi via Hasselt et Landen  ; deux de Genk à Hasselt et un de Louvain à Genk. L'après-midi : un train P de Bruxelles-Midi à Genk ; deux de Bruxelles-Midi à Hasselt ; et un de Genk à Louvain.
Les week-ends et jours fériés, la desserte se limite aux trains IC-03 : Genk - Blankenberge (un par heure).

## Comptage voyageurs
Ce graphique et tableau montre le nombre de voyageurs embarquant en moyenne durant la semaine, le samedi et le dimanche.
| Nombre de passagers qui embarquent à la gare d'Alken | Nombre de passagers qui embarquent à la gare d'Alken | Nombre de passagers qui embarquent à la gare d'Alken | Nombre de passagers qui embarquent à la gare d'Alken |
|                                                      | Semaine                                              | Samedi                                               | Dimanche                                             |
| ---------------------------------------------------- | ---------------------------------------------------- | ---------------------------------------------------- | ---------------------------------------------------- |
| 1977                                                 | 214                                                  | 24                                                   | 41                                                   |
| 1978                                                 | 256                                                  | 20                                                   | 37                                                   |
| 1979                                                 | 271                                                  | 23                                                   | 113                                                  |
| 1980                                                 | 321                                                  | 27                                                   | 33                                                   |
| 1981                                                 | 361                                                  | 44                                                   | 78                                                   |
| 1982                                                 | 415                                                  | 72                                                   | 89                                                   |
| 1983                                                 | 395                                                  | 25                                                   | 82                                                   |
| 1984                                                 | 179                                                  | -                                                    | -                                                    |
| 1985                                                 | 152                                                  | -                                                    | -                                                    |
| 1986                                                 | 163                                                  | -                                                    | -                                                    |
| 1987                                                 | 144                                                  | -                                                    | -                                                    |
| 1988                                                 | 212                                                  | -                                                    | -                                                    |
| 1989                                                 | 196                                                  | -                                                    | -                                                    |
| 1990                                                 | 73                                                   | -                                                    | -                                                    |
| 1991                                                 | 85                                                   | -                                                    | -                                                    |
| 1992                                                 | 77                                                   | -                                                    | -                                                    |
| 1993                                                 | 86                                                   | -                                                    | -                                                    |
| 1994                                                 | 95                                                   | -                                                    | -                                                    |
| 1995                                                 | 85                                                   | -                                                    | -                                                    |
| 1996                                                 | 90                                                   | -                                                    | -                                                    |
| 1997                                                 | 97                                                   | -                                                    | -                                                    |
| 1998                                                 | 267                                                  | -                                                    | -                                                    |
| 1999                                                 | 279                                                  | -                                                    | -                                                    |
| 2000                                                 | 333                                                  | -                                                    | -                                                    |
| 2001                                                 | 312                                                  | -                                                    | -                                                    |
| 2002                                                 | 306                                                  | -                                                    | -                                                    |
| 2003                                                 | 318                                                  | -                                                    | -                                                    |
| 2004                                                 | 347                                                  | -                                                    | -                                                    |
| 2005                                                 | 352                                                  | -                                                    | -                                                    |
| 2006                                                 | 395                                                  | -                                                    | -                                                    |
| 2007                                                 | 433                                                  | 100                                                  | 120                                                  |
| 2008                                                 | -                                                    | -                                                    | -                                                    |
| 2009                                                 | 355                                                  | 110                                                  | 147                                                  |
| 2010                                                 | -                                                    | -                                                    | -                                                    |
| 2011                                                 | -                                                    | -                                                    | -                                                    |
| 2012                                                 | 482                                                  | 101                                                  | 166                                                  |
| 2013                                                 | 530                                                  | 128                                                  | 191                                                  |
| 2014                                                 | 499                                                  | 152                                                  | 325                                                  |
| 2015                                                 | 464                                                  | 151                                                  | 305                                                  |
| 2016                                                 | 552                                                  | 305                                                  | 283                                                  |
| 2017                                                 | 558                                                  | 190                                                  | 395                                                  |
| 2018                                                 | 565                                                  | 237                                                  | 321                                                  |
| 2019                                                 | 647                                                  | 254                                                  | 310                                                  |
| 2020                                                 | 345                                                  | 90                                                   | 101                                                  |
| 2021                                                 | -                                                    | -                                                    | -                                                    |
| 2022                                                 | 430                                                  | 241                                                  | 324                                                  |
| 2023                                                 | 609                                                  | 231                                                  | 222                                                  |
| 2024                                                 | 695                                                  | 109                                                  | 63                                                   |